# Earthbound (album)
Earthbound is een album uit 1972 van de Britse progressieve rockgroep King Crimson. Het is het vijfde album van de groep en het eerste officiële livealbum van de band.
De opnamen van dit album zijn gemaakt tijdens de tournee van de band, volgend op de release van hun album Islands. Andere opnamen van die tournee zijn terechtgekomen op de fanclub-CD Live at Jacksonville. Tijdens de sessies bleek al dat het niet meer boterde tussen de heren, zie dat artikel.
Earthbound is berucht vanwege de slechte geluidskwaliteit. In vergelijking met andere livealbums uit die tijd is de opname ronduit beroerd te noemen. De platenbaas van KC in Europa (EG Records) wilde ze nog wel uitgeven, maar EG Amerika hield de eer aan zichzelf en weigerde een release. Robert Fripp, perfectionist bij uitstek, was natuurlijk niet blij met alle commotie die de release van dit album met zich mee bracht en heeft een tijd lang geweigerd de opnamen op CD over te zetten. Extra hindernis was dat EG Records inmiddels failliet was verklaard en dat het voor musici moeilijk was hun muziek weer "vrij te kopen". Toen in 2002 KC al hun CD's in een geremasterde versie uitbracht kwam ook dit album uit, geheel in oude LP-vorm (dubbelklap kartonnen hoes); tegelijk met USA (album), dat al net zo'n beroerde geluidskwaliteit had.

## Musici
- Robert Fripp - gitaar, mellotron;
- Mel Collins - saxofoon, fluit en mellotron;
- Boz Burrell - basgitaar en zang;
- Ian Wallace - drums, zang.

## Composities
1. 21st Centruy Schizoid Man (Wilmington Delaware 11 februari 1972)
2. Peoria (Peoria 10 maart 1972) (een improvisatie)
3. The Sailor's Tale (Jacksonville 26 februari 1972)
4. Earthbound (Orlando Florida 27 februari 1972)
5. Groon (Wilmington Delaware 11 februari 1972)

De titels Earthbound en Groon zijn nooit vastgelegd via een studioalbum.

## Trivia
- opgenomen op AMPEXapparatuur;
- aangezien het album lange tijd niet op CD verscheen is er in de tussentijd een bootleg-CDR verschenen, waarschijnlijk zonder medeweten van KC; de CDR was rechtstreeks van de LP gedupliceerd, dus de geluidskwaliteit is slecht;
- men heeft er maanden overgedaan om van deze plaat een fatsoenlijke CD te maken.